# (10184) Galvani
(10184) Galvani (1996 HC19) – planetoida z pasa głównego asteroid okrążająca Słońce w ciągu 3 lat i 262 dni w średniej odległości 2,4 j.a. Została odkryta 18 kwietnia 1996 roku przez Erica Elsta.